# Mary Isabel Fraser
Pour les articles homonymes, voir Fraser.
Compléments
Initiatrice de la culture du kiwi en Nouvelle-Zélande (1904)
Mary Isabel Fraser (20 mars 1863 à Dunedin en Nouvelle-Zélande - 18 avril 1942 ibid.) est une enseignante néo-zélandaise, directrice d'écoles de filles et militante de l'éducation des filles.

## Biographie
Tout au long de sa longue carrière d'enseignante, puis de directrice d'écoles, Mary Isabel Fraser a été une militante engagée en faveur de l'éducation des filles s'inscrivant ainsi dans le courant du féminisme alors naissant en Nouvelle-Zélande.
Mary Isabel Fraser est également connue pour avoir introduit, de retour d'un voyage à Ichang en Chine, les premières graines de kiwis (de la variété : Actinidia deliciosa) en Nouvelle-Zélande, en 1904,.
Cette opportunité a alors permis à son compatriote et pépiniériste Alexander Allison de faire pousser, à partir de ces graines, les premières lianes du genre Actinidia (famille des Actinidiaceae) et en conséquence d'obtenir les premiers fruits qui seront plus tard appelés "kiwis". Cette expérience horticole est à l'origine des considérables futures exportations de ce fruit par la Nouvelle-Zélande et du développement du marché mondial du kiwi,.